# Plain (Gemeinde Bergheim)
Plain ist eine Ortschaft der Gemeinde Bergheim bei Salzburg, im Bezirk Salzburg-Umgebung.

## Geographie
Die Ortschaft Plain umfasst die Orte Maria Plain, (Plain-)Kemating, Gaglham und Radeck, die alle auf der Südostseite des Plainbergs liegen. Das Ortschaftsgebiet umfasst etwa 90 Gebäude mit rund 320 Einwohnern.
Nachbarortschaften bzw. Stadtteile (1):
|                         | Lengfelden                                  |                   |
| Bergheim                | Kompassrose, die auf Nachbargemeinden zeigt | Kasern (Salzburg) |
| Itzling Nord (Salzburg) | Itzling (Salzburg)                          |                   |

(1) Die gesamte Stadt Salzburg zählt als eine Ortschaft

## Geschichte
Siehe auch Plainberg: Namensgebung zur Ortsnamenskunde
Plain gehörte im Mittelalter zum Gericht Radeck/Neuhaus (und ist nicht zu verwechseln mit dem Gericht Plain der Plainburg bei Großgmain im Südwesten Salzburgs, später Oberplain). Seit der Errichtung der Wallfahrtsstätte Maria Plain ab 1632 war die Ortschaft bedeutender Wirtschaftsfaktor des Erzbistums, ist aber immer klein und ländlich geblieben. Seit Schaffung der Ortsgemeinden gehört es zu Bergheim. Seit 1941 schneidet die West Autobahn (heutige A1) den Raum von der Stadt Salzburg ab. Heute ist er weitgehend vollständig Landschaftsschutzgebiet (Plainberg, Nr. LSG00049), was die Ortschaft als land- und forstwirtschaftlichen Naturraum über der Stadt sicherstellt.
| Salzachkr. (Kgr. Bay.) | Sbg.-Kreis (Österr. o.d.E., Kthm. Österr.) | Sbg.-Kreis (Österr. o.d.E., Kthm. Österr.) | Krld. Sbg. (Österr.- Ugrn.) | Bld. Salzburg (Rep. Österr.) | Bld. Salzburg (Rep. Österr.) | Bld. Salzburg (Rep. Österr.) | Bld. Salzburg (Rep. Österr.) | Bld. Salzburg (Rep. Österr.) | Bld. Salzburg (Rep. Österr.) |
| 1811                   | 1843                                       | 1846                                       | 1869                        | 1951                         | 1961                         | 1971                         | 1981                         | 1991                         | 2001                         |
| 132                    | 113                                        | 102                                        | 133                         | 355                          | 302                          | 407                          | 362                          | 385                          | 319                          |
| 22                     | 18                                         | 18                                         | 22                          | 48                           | 50                           | 66                           | 71                           | 79                           | 89                           |

|  |